# 粟広村
粟広村（あわひろそん）は、岡山県英田郡にあった村。
1900年3月31日までは吉野郡に属した。
現在の美作市田殿、長谷内、馬形、宗掛に当たる。
昭和の大合併で、2郡2町に分かれて編入された粟広村は、平成の大合併で、美作市の一部という形で、再び1つとなった。

## 沿革
- 1889年6月1日 - 町村制施行に伴い、吉野郡田殿村、長谷内村、馬形村、宗掛村が合併し、粟広村となる。大字馬形に役場を置く。
- 1900年4月1日 - 吉野郡が英田郡と合併し、英田郡となる。
- 1954年11月1日 - 粟広村の内、田殿が美作町へ、長谷内、馬形、宗掛が勝田郡勝田町へ編入される。

## 地名の読み方
- 田殿（たどの）
- 長谷内（はせうち）
- 馬形（まがた）
- 宗掛（むなかけ）

## 現在の様子

### 郵便番号
- 707-0012 美作市田殿
- 707-0121 美作市長谷内
- 707-0122 美作市馬形
- 707-0123 美作市宗掛

### 教育
現在はなし
村存続時には『粟広村小学校』

### 交通

#### 鉄道
旧村内を走る鉄道およびその駅なし

#### 道路

##### 高速道路
旧村内を走る高速道路なし

##### 国道
- 国道429号

##### 県道
- 主要地方道

旧村内を走る主要地方道なし
- 一般県道
  - 岡山県道388号馬形美作線
  - 岡山県道479号瀬戸宗掛線

### 河川・山岳

#### 河川
- 梶並川
- 粟井川
- 四の谷川

#### 山岳
- 大将ヶ陣山

### 名所・旧跡・観光スポット・祭事・催事

#### 旧跡
- 高山城跡

### 寺院・神社

#### 寺院
- 栄徳寺

#### 神社
- 田殿神社